# Богембай
Богемба́й (каз. Бөгенбай) — село у складі Степногорської міської адміністрації Акмолинської області Казахстану. Входить до складу Богембайського сільського округу.
Населення — 133 особи (2021; 195 у 2009, 581 у 1999, 1588 у 1989).
Національний склад станом на 1989 рік:
- казахи — 42 %;
- росіяни — 26 %.